# Un detective... particolare
Un detective... particolare (The January Man) è un film del 1989, diretto da Pat O'Connor, interpretato da Kevin Kline, Susan Sarandon, Mary Elizabeth Mastrantonio, Harvey Keitel e Danny Aiello, e sceneggiato dal vincitore del premio Oscar John Patrick Shanley.
Parte della sceneggiatura è blandamente ispirata a un romanzo dello scrittore James Hadley Chase intitolato Blonde's Requiem, del quale però vengono utilizzati solo gli elementi dello strangolamento e l'ingegnoso sistema utilizzato per prendere in trappola il killer.

## Trama
La notte di Capodanno del 1988, la ricca ereditiera Alison Hawkins, di ritorno da una festa viene strangolata in casa con un nastro azzurro da un misterioso individuo. Questa è solo l'ultima vittima di una serie di efferati delitti perpetrati da un serial killer, denominato The January Man, che terrorizza da quasi un anno la città di New York.
Il sindaco Flynn, capo del NYPD, ordina al commissario Frank Starkey di affidare il caso all'unica persona in grado di prendere il serial killer: il tenente Nick Starkey, fratello di Frank, cacciato un anno prima dalla polizia con un'accusa di corruzione. Il Capitano Alcoa, un vecchio avversario di Nick, non approva il ritorno del suo vecchio collega, disprezzandone l'atteggiamento eccentrico e l'attitudine ad assumere iniziative bizzarre. La prima azione di Nick, in linea con il proprio stile, è quella di scegliere un ufficio diverso da quello assegnatogli, perché non ha un'illuminazione adeguata secondo il parere del suo altrettanto bizzarro amico, il pittore Ed, coinvolto nelle indagini in qualità di assistente di Nick.
La prima pista seguita da Nick è quella di rintracciare Bernadette, figlia del sindaco e ultima persona ad aver visto viva Alison Hawkins. Nick scopre che il serial killer uccide con un criterio ben preciso, una volta al mese nelle date corrispondenti ai numeri primi, quindi ucciderà ancora, scegliendo una vittima per il mese di gennaio. Da qui inizia una corsa contro il tempo per scoprire chi sarà l'ultima vittima e per impedire all'omicida di portare a compimento il suo folle disegno.

## Curiosità
- L'attrice Mary Elizabeth Mastrantonio conobbe sul set del film il suo futuro marito e regista del film Pat O'Connor.